# Fernando Valgañón
Fernando Valgañón Esnal (Sestao, 1965- Baracaldo, 19 de abril de 2018) fue un actor de cine, teatro y televisión, productor, director y profesor español.

## Biografía
Estudió en Asti-Leku Ikastola. De joven fue miembro (como dantzari) del grupo de danzas Salleko de Sestao. Se licenció en Filología Hispánica y Comunicación Audiovisual por la Universidad del País Vasco y se diplomó en ciencias empresariales. Se diplomó en arte dramático en la Escuela de Teatro de Basauri.
Como actor actuó en películas como Menos que cero (1996) y Suerte (1997). Fue profesor de interpretación, dirección y producción en escuelas de teatro y cine como Artebi, Ánima Eskola, la Escuela de Teatro de Basauri y otras. Colaboraba con el posgrado en teatro de la Universidad del País Vasco. También era profesor de secundaria de lengua y literatura castellana y teatro en Asti-Leku Ikastola.
Fue miembro y creador de la compañía de dirección y producción Txamuskina Teatro. Valgañón también fue el secretario general del sindicato de actores y actrices vascos "Euskal Aktoreen Batasuna".

## Filmografía
Entre sus trabajos están:

### Cine
- Menos que cero (1996)
- Suerte (1997)

### Teatro
- Fuera de quicio (1997)
- Érase una vez (1999)[12]
- Teatro mohicano (2000)
- Cajas (2002)
- El rey del merengue (2009)[13][14]